# Infiniti QX50
L'Infiniti QX50 est un crossover du constructeur automobile japonais Infiniti, lancé en décembre 2007 en Amérique du Nord et à la fin 2008 en Europe de l'Ouest. Une seconde génération est produite à partir de 2018.

## Première génération (2014-2018)

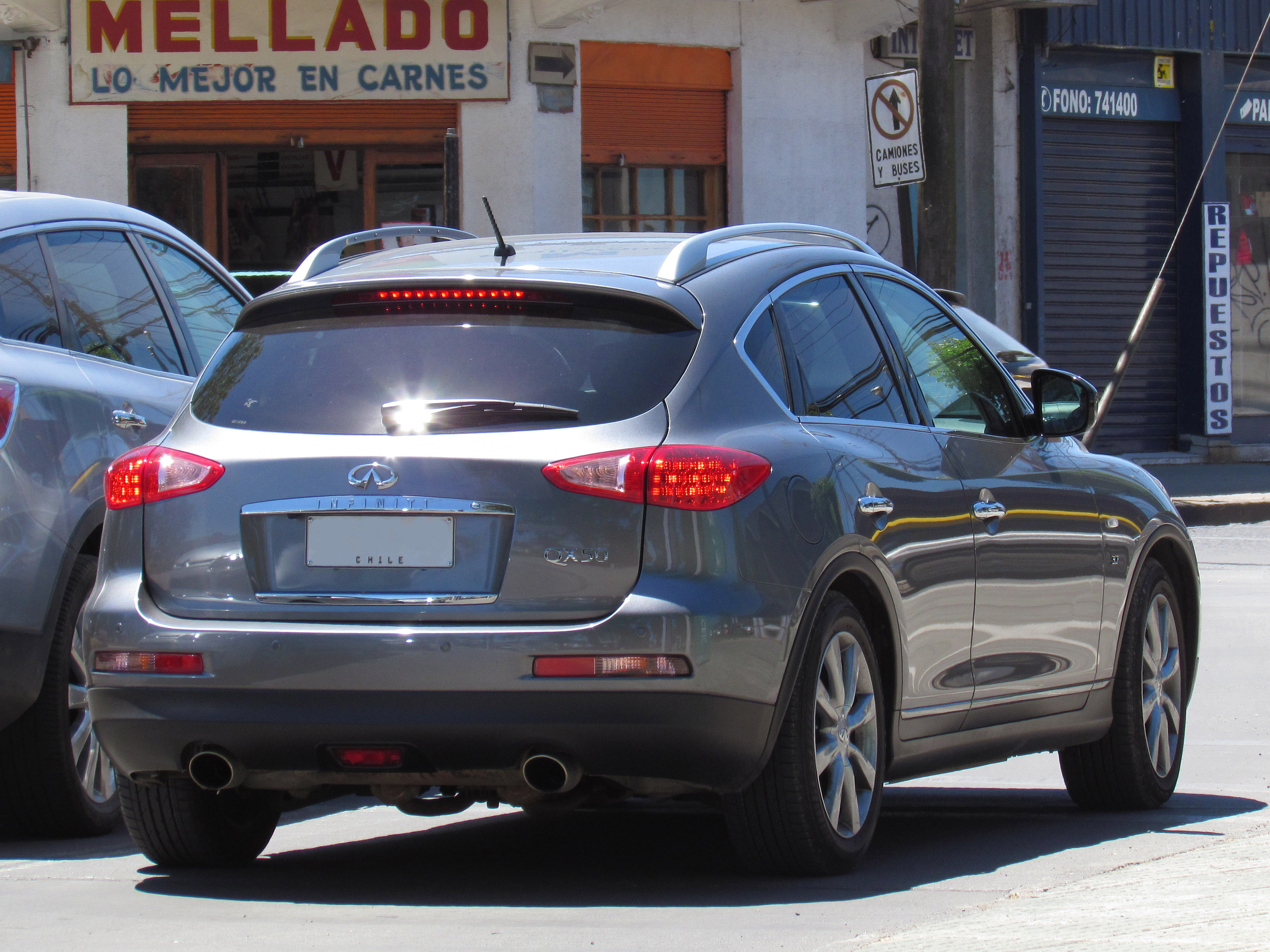
Vue arrière

### Motorisations
Il est équipé de deux V6 essences :
- V6 3.5 L 297 ch. Pour l'Amérique du Nord.
- V6 3.7 L 320 ch. Pour l'Europe.

Il est uniquement disponible avec une boîte auto à sept rapports en quatre roues motrices ou en propulsion (Amérique du Nord uniquement).
Depuis 2010, le QX50 existe aussi avec un moteur diesel :
- V6 3.0d L FAP 238 ch.

## Seconde génération (2018-)

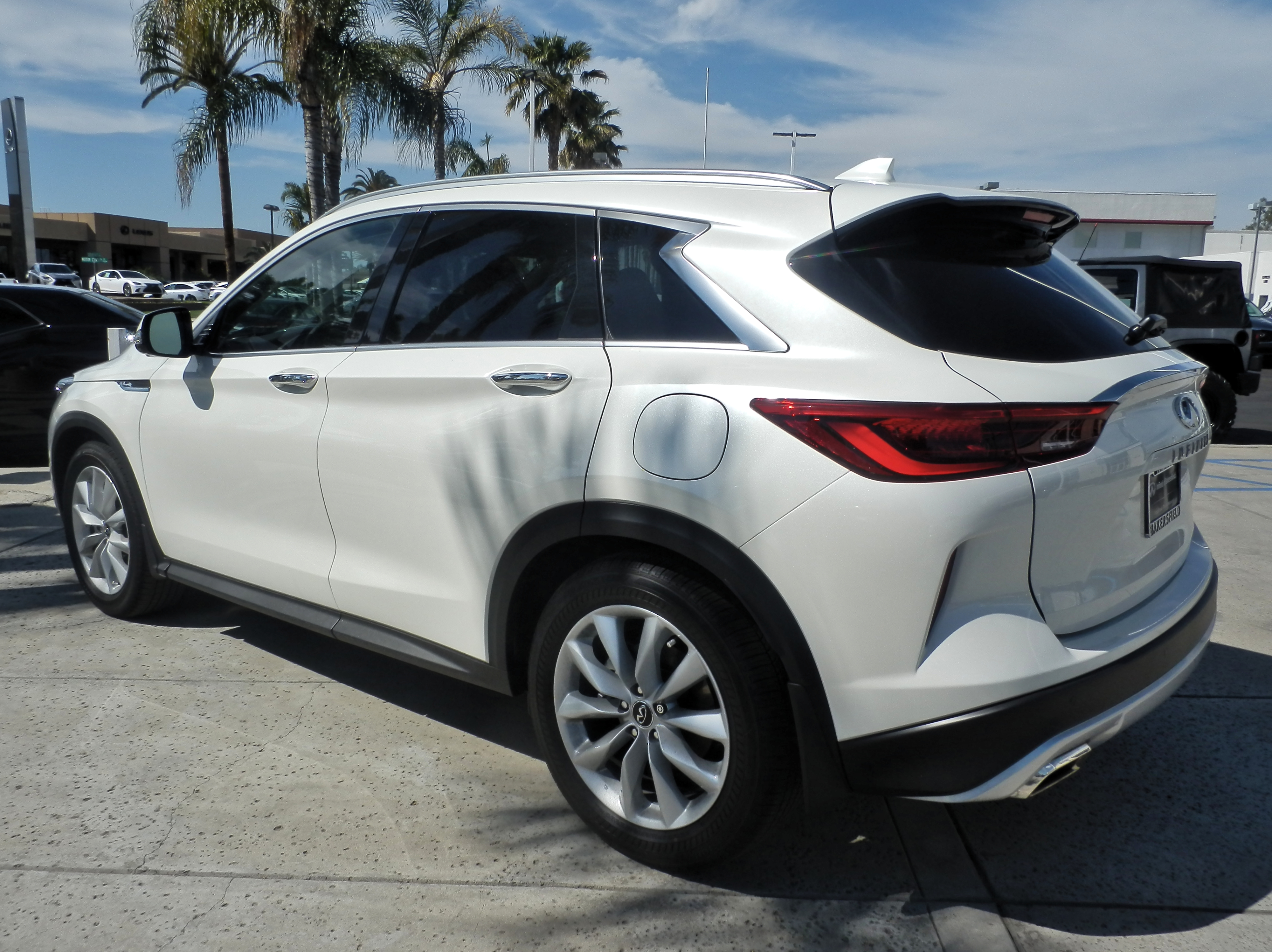
Vue arrière

La seconde génération de l'Infiniti QX50 est dévoilée en décembre 2017 au Salon de Los Angeles. Ce SUV reprend le même style que la Q30 avec les phares effilés qui rappellent le DS 7 Crossback et repose sur la plateforme CMF-C/D de l'Alliance Renault-Nissan. Le QX50 II sera d'abord commercialisé aux États-Unis en 2018 avant d'arriver en Europe plus tard.

### Motorisations
Le QX50 ne possède qu’un seul moteur (Amérique du Nord). C’est le 4 cylindres en lignes 2,0 litres. Ce moteur, très efficace, libère 268 chevaux tout en produisant un couple de 280 lb/pi. Sa consommation est de 10L d’essence par 100km, tandis qu’elle est de 7,8 L sur l’autoroute.